# Oscar Seagle
Oscar Seagle (* 31. Oktober 1877 in Ooltewah, Tennessee; † 19. Dezember 1945 in Dallas, Texas) war ein US-amerikanischer Sänger (Bariton) und Musikpädagoge.

## Leben
Seagle studierte Gesang bei Jean de Reszke, dem er von 1903 bis 1914 bei seiner Lehrtätigkeit in Europa assistierte. In der Zeit nach dem Ersten Weltkrieg unternahm er mehrere Konzerttourneen durch die USA und Europa. Daneben nahm er zwischen 1914 und 1926 96 Titel bei Columbia Records auf, darunter Dear Old Pal of Mine, The Name of Jesus Is So Sweet, I Love to Tell the Story, Brighten the corner where you are und Nearer My God to Thee. 
1915 gründete er in Hague/New York ein Gesangsstudio, mit dem er bald nach Schroon Lake in den Adirondack Mountains umzog. In der Seagle Music Colony studierten seit den 1920er Jahren jeden Sommer mehr als 100 Gesangsschüler, von denen viele im Winter ihrem Lehrer nach Nizza folgten, um dort ihre Ausbildung an der Reszke-Seagle School fortzusetzen. Einer seiner Schüler war sein Sohn John Seagle. Die Reszke-Seagle School gibt bis heute unter dem Namen Seagle Festival Sommerkurse für junge Sänger.